# دهستان گاودول جنوبی
دهستان گاودول جنوبی، یکی از دهستان‌های بخش آق‌منار شهرستان ملکان در استان آذربایجان شرقی ایران است. مرکز این دهستان، روستای دمیرچی است.

## جمعیت
بر پایه سرشماری عمومی نفوس و مسکن در سال ۱۳۹۵، جمعیت دهستان گاودول جنوبی برابر با *** نفر بوده‌است.